# Khun Tan (huyện)
Khun Tan (tiếng Thái: ขุนตาล) là một huyện (‘‘amphoe’’) thuộc tỉnh Chiang Rai, phía bắc Thái Lan.

## Lịch sử
Chính phủ Thái Lan đã tách 3 tambon của Thoeng để lập tiểu huyện (King Amphoe) Khun Ta ngày 1 tháng 4 năm 1992. Đơn vị này đã được nâng thành huyện ngày 5 tháng 12 năm 1996.
Tên gọi Khun Tan xuất phát từ sông Khun Tan tạo thành xương sống ở Tambon Pa Tan. Đây cũng là tên của That Pa Tan, một đền thó quan trọng ở đây.

## Địa lý
Các huyện giáp ranh (từ tây bắc theo chiều kim đồng hồ) là: Phaya Mengrai, Chiang Khong, Wiang Kaen và Thoeng của tỉnh Chiang Rai.

## Hành chính
Huyện này được chia thành 3 phó huyện (tambon), các đơn vị này lại được chia thành 55 làng (muban). Ban Ta là một thị trấn (thesaban tambon) which nằm trên một phần của tambon Ta. Ngoài ra có 3 Tổ chức hành chính tambon (TAO).
| Số TT | Tên      | Tên tiếng Thái | Số làng | Dân số |  |
| ----- | -------- | -------------- | ------- | ------ |  |
| 1.    | Ta       | ต้า             | 20      | 13.091 |  |
| 2.    | Pa Tan   | ป่าตาล          | 14      | 8.119  |  |
| 3.    | Yang Hom | ยางฮอม         | 21      | 12.284 |  |